# Блекмаджик Дизайн
„Блекмаджик Дизайн“ (Blackmagic Design Pty Ltd.) е австралийска компаниия за дигитално кино и производител със седалище в Порт Мелбърн, щата Виктория, Австралия.
Проектира и произвежда хардуер за онлайн излъчване и кино, най-вече висок клас камери за дигитални филми, а също така разработва софтуер за монтаж на видеофилми, като приложенията DaVinci Resolve и Blackmagic Fusion.

## История
Фирмата е основана през 2001 г. от Грант Пети (Grant Petty) и създава първия си продукт през 2002 г. – карта за прихващане на видео на име ДекЛинк (DeckLink) за операционната система Мак. Това е първата карта, която предлага некомпресирано 10-битово видео. Фирмата пуска по-късно нови версии на продукта и добава възможност за корекция на цвета, поддръжка за операционните системи на Майкрософт Уиндоус, и пълна поддръжка за Адоби Премиър Про (Adobe Premire Pro) и Майкрософт ДайректШоу.
- През 2005 г. фирмата пуска няколко продукта, сред които сероята Мултибридж PCIe двупосочни конвертори и серията DPX-базиран софтуер – ФреймЛинк.[12][13]
- През 2006 г. фирмата пуска софтуера за телевиозионна продукция – Блекмаджик Он-Еър (Blackmagic On-Air).[14]
- През 2009 г. фирмата придобива американските системи Да Винчи, най-известни със своите продукти за корекция и надграждане на цвят.
- През 2010 г. фирмата придобива интелектуалната собственост на Еколаб (Echolab) и линията АТЕМ (ATEM) за производство на видео превключватели.
- През 2012 г поо време на NAB Show Блекмаджик обявиха своята първа кино камера.[15]
- През 2014 г. фирмата придобива Software Inc, познат със софтуера за композиране Блекмаджик Фюжън (Blackmagic Fusion).
- През септември 2016 фирмата придобива Феърлайт (Fairlight).
- През 2018 „Блекмаджик“ става участник във всичките четири категории на Нетфликс за Следтехнологичния Съюз (Post Technology Alliance), което включва двете кино камери УРСА (URSA) и ДаВинчи Ризолв (DaVinci Resolve).[16] В същата година Блекмаджик Дизайн си партнират с Епъл за да създадат Blackmagic eGPU, което се продавало само през Епъл Стор (Apple Store) през първите 6 месеца от пускането му.[17] Следва Blackmagic eGPU Pro, което също било продавано изцяло през Епъл Стор (Apple Store).[18]

## Продукти
Списък на всички продукти, разработени от компанията.
Дигитални филмови камери
- Micro Cinema Camera
- Cinema Camera 2.5K & 4K
- Pocket Cinema Camera 1080p, 4K, 6K, and 6K Pro
- URSA Mini Pro 4.6K G2, and 12K

Камери за живо излъчване
- Micro Studio Camera 4K
- Studio Camera HD and 4K
- Blackmagic Studio Camera 4K Plus, and Blackmagic Studio Camera 4K Pro[19]
- URSA Broadcast

Редактиране, корекция на цвят и аудиопостпродукция
- DaVinci Resolve и DaVinci Resolve Studio (редактиране на видео)
- Blackmagic Fusion Studio (визуални ефекти, VR, 3D и Broadcast Graphics)
- Audio/Video Controller Consoles (Editor Keyboard, Speed Editor, Micro Panel, Mini Panel, Advanced Panel, Fairlight Console Channel Fader, Fairlight Console Channel Control, Fairlight Console LCD Monitor, Fairlight Console Audio Editor, Fairlight Desktop Audio Editor, Fairlight Desktop Console, Fairlight Audio Interface)
- Cintel Film Scanner[20]

Продукция на живо
- Home Streaming: ATEM Mini, ATEM Mini Pro/ISO, ATEM Mini Extreme, ATEM Mini Extreme ISO
- TV Studios: ATEM Television Studio Pro 4K, ATEM Camera Control Panel, ATEM 1 M/E Advanced Panel, ATEM 2 M/E Advanced Panel, ATEM 4 M/E Advanced Panel, ATEM Production Studio 4K, ATEM 1 M/E Production Studio 4K, ATEM 2 M/E Production Studio 4K, ATEM 4 M/E Broadcast Studio 4K, ATEM Constellation 8K
- Recording and Storage: HyperDeck Studio 12G, HyperDeck Studio Pro, Duplicator 4K, MultiDock 10G, HyperDeck Extreme 8K HDR, Video Assist 7” 12G HDR

Прихващане и превъртане
- UltraStudio HD Mini
- UltraStudio 4K Mini
- UltraStudio 4K Extreme 3
- DeckLink (PCIe cards): Mini Recorder, Mini Monitor, Mini Monitor 4K, Mini Recorder 4K, Duo 2 Mini, Duo 2, Quad 2, SDI 4K, Studio 4K, 4K Extreme 12G, 8K Pro, Quad HDMI Recorder

Конвертори за живи предавания
- Micro Converter: BiDirectional SDI/HDMI 3G wPSU, HDMI to SDI 3G wPSU, SDI to HDMI 3G wPSU, BiDirectional SDI/HDMI 3G, HDMI to SDI 3G, SDI to HDMI 3G
- Mini Converters: Audio to SDI, Optical Fiber 12G, SDI Multiplex 4K, Quad SDI to HDMI 4K, SDI Distribution 4K, SDI to Analog 4K, Audio to SDI 4K, SDI to Audio 4K, HDMI to SDI 6G, SDI to HDMI 6G
- Teranex Mini: SDI Distribution 12G, SDI to HDMI 12G, Audio to SDI 12G, SDI to Analog 12G, SDI to HDMI 8K HDR, SDI to DisplayPort 8K HDR